# Ahmed Dudarov
Ahmed Ruslanovich Dudarov (ur. 6 lipca 1992) – niemiecki zapaśnik walczący w stylu wolnym. Zajął siódme miejsce na mistrzostwach świata w 2019. Piąty na mistrzostwach Europy w 2018. Brązowy medalista igrzysk europejskich w 2019. Wicemistrz igrzysk wojskowych w 2019 i świata juniorów w 2012 roku.
Mistrz Niemiec w 2012 i 2019; trzeci w 2014 roku.